# Siduri Mons
Il Siduri Mons è una struttura geologica della superficie di Venere.